# Shingū (Fukuoka)
Shingū (jap. 新宮町 Shingū-machi) ist eine Gemeinde im Landkreis Kasuya in der Präfektur Fukuoka, Japan.
Die Gemeinde Shingū hat 31.236 Einwohner (Stand: 1. Oktober 2016).
Die Fläche beträgt 18,91 km² und die Einwohnerdichte ist etwa 1.652 Personen pro km².

## Angrenzende Städte und Gemeinden
- Fukuoka
- Koga
- Hisayama